# Bundesstraße 288
Pour les articles homonymes, voir Route 288.
La Bundesstraße 288 est une Bundesstraße du Land de Rhénanie-du-Nord-Westphalie.

## Géographie
La B 288 mène de Krefeld, dans le prolongement de la B 57, à Duisbourg-Huckingen. À Huckingen, elle amène à l'A 524. À Krefeld, la rue est également appelée Berliner Straße, à Duisbourg, la Krefelder Straße. La frontière entre les deux villes se trouve au milieu du pont de Krefeld-Uerdingen sur le Rhin.
La B 288 doit devenir une route à quatre voies, selon les plans de la Landesbetrieb Straßenbau NRW.

## Source
- (de) Cet article est partiellement ou en totalité issu de l’article de Wikipédia en allemand intitulé « Bundesstraße 288 » (voir la liste des auteurs).

1. ↑  (de) « Die Bundes- und Reichsstraßen in Deutschland - Nr. 166 bis 327 » [archive du 18 février 2009], sur home.arcor.de (consulté le 16 juillet 2025)